# Linkou
Linkou (chiń. upr. 林口区; chiń. trad. 林口區; pinyin Línkǒu qū; Wade-Giles Lin-k’ou ch’ü; pe̍h-ōe-jī Nâ-kháu-khu) – dzielnica (chiń. 區, qū) miasta wydzielonego Nowe Tajpej na Tajwanie. Znajduje się w północnej części miasta. 
23 czerwca 2009 komitet przy Ministrze Spraw Wewnętrznych Republiki Chińskiej zarekomendował przekształcenie dotychczasowego powiatu Tajpej (chiń. trad. 臺北縣; pinyin Taibei xiàn) w miasto wydzielone; wszystkie gminy wiejskie (chiń. 鄉, xiāng), jak Linkou, gminy miejskie i miasta wchodzące w skład powiatu zostały przekształcone w dzielnice (chiń. 區, qū). Ustawa weszła w życie 25 grudnia 2010 roku.
Populacja dzielnicy Linkou w 2016 roku liczyła 103 219 mieszkańców – 52 884 kobiety i 50 335 mężczyzn. Liczba gospodarstw domowych wynosiła 40 537, co oznacza, że w jednym gospodarstwie zamieszkiwało średnio 2,55 osób.

## Demografia (2010–2016)
| Rok  | Liczba ludności | Gęstość zaludnienia | Kobiety | Mężczyźni | Gospodarstwa domowe |
| ---- | --------------- | ------------------- | ------- | --------- | ------------------- |
| 2010 | 83 165          | 1535                | 42 071  | 41 094    | 30 556              |
| 2011 | 86 628          | 1599                | 43 899  | 42 729    | 32 503              |
| 2012 | 89 886          | 1659                | 45 642  | 44 244    | 34 026              |
| 2013 | 94 108          | 1737                | 47 869  | 46 239    | 36 121              |
| 2014 | 97 645          | 1803                | 49 830  | 47 815    | 37 840              |
| 2015 | 100 350         | 1853                | 51 225  | 49 125    | 39 143              |
| 2016 | 103 219         | 1906                | 52 884  | 50 335    | 40 537              |